# Birmingham Airport
Birmingham Airport (IATA: BHX, ICAO: EGBB) er en international lufthavn i Storbritannien. Den er beliggende i Bickenhill, Metropolitan Borough of Solihull, 10 km sydøst for centrum af Birmingham
I 2012 betjente lufthavnen 8.922.539 passagerer og havde 92.632 start- og landinger, hvilket gjorde den til landets syvende travleste. Birmingham Airport var base for fly fra Flybe, Monarch, Ryanair, Thomas Cook Airlines og Thomson Airways.

## Historie
Den 8. juli 1939 åbnede lufthavnen med navnet Elmdon Airport under overværelse af blandt andet Prinsesse Marina af Grækenland og Danmark. Dette skete efter at bystyret i Birmingham i 1928 besluttede at der skulle opføres en lufthavn ved byen. Økonomiske problemer i landet i starten af 1930'erne forsinkede projektet.
Under 2. verdenskrig og indtil 1960 havde regeringen og Royal Air Force overtaget styringen af lufthavnens faciliteter. 1. januar 1960 fik bystyret igen den fulde kontrol over lufthavnen. I 1961 åbnede en ny terminal som kunne håndtere internationale afgange. 
I april 1984 åbnede Elizabeth 2. en ny terminal i forbindelse med jernbanestation og det store messecenter National Exhibition Centre. 26. juli 1991 blev den nye terminal "Eurohub" åbnet.